# 승성
승성(承聖, 552년 11월 ~ 555년 5월)은 양(梁) 원제(元帝) 소역(蕭繹)의 연호이다. 2년 6개월 동안 사용하였다. 
552년 3월, 소역(蕭繹)은 건강(建康)에서 황위를 찬탈한 후경(後景)을 공격하여 폐위시켰으며 11월에 강릉에서 황제에 즉위하고 개원하였다. 그러나 승성 연간에는 각지에서 반란이 일어나고 전란이 끊이지 않아 사천 지방에서 자립한 소기(蕭紀)가 천정(天正)을 연호로 사용하기도 하였다. 
554년 12월, 서위(西魏)의 공격을 받아 강릉이 함락되고 원제도 살해되었다. 555년 정월, 서위가 강릉에 소찰(蕭詧)을 옹립하여 괴뢰정권인 후량(後梁)을 세우고 개원하여 대정(大定)이라 하였다. 
한편, 건강에서는 왕승변(王僧弁)이 소방지(蕭方智)를 양왕(梁王)으로 옹립하여 원제의 뒤를 잇게 하였으나 곧 북제(北齊)가 소연명(蕭淵明)을 황제로 세우도록 압력을 가하자 이에 굴복하여 소방지를 폐위하고 소연명을 황제로 옹립하여 개원하였다. 일반적인 중국의 정사는 후경이나 후량, 소연명 등의 정통성을 인정하지 않기 때문에 552년부터 554년까지의 사건을 모두 승성 연호로 기록하고 있다.

## 개원
- 태청(太淸) 6년 11월 12일[1](552년 12월 13일)에 연호를 승성(承聖)으로 개원함.[2][3][4][5]

- 승성(承聖) 4년 5월 27일[6](555년 7월 1일)에 연호를 천성(天成)으로 개원함.[7][3][8][5][9]

## 연대 대조표
| 승성        | 원년            | 2년        | 3년                 | 4년             |
| 서기        | 552년           | 553년      | 554년               | 555년           |
| 간지        | 임신(壬申)      | 계유(癸酉) | 갑술(甲戌)          | 을해(乙亥)      |
| 북제 (北齊) | 천보(天保) 3년  | 4년        | 5년                 | 6년             |
| 서위 (西魏) | 폐제(廢帝) 원년 | 2년        | 3년 공제(恭帝) 원년 | 2년             |
| 소기 (蕭紀) | 천정(天正) 원년 | 2년        | -                   | -               |
| 후량 (後梁) | -               | -          | -                   | 대정(大定) 원년 |

## 동시대 연호

### 한국
신라(新羅)
- 개국(開國) (551년 ~ 568년)

### 중국
북제(北齊)
- 천보(天保) (550년 ~ 559년)

후량(後梁)
- 대정(大定) (555년 ~ 562년)

고창국(高昌國)
- 화평(和平) (551년 ~ 554년)
- 건창(建昌) (555년 ~ 560년)

기타 정권
- 소기(蕭紀) 천정(天正) (552년 ~ 553년)

## 같이 보기
- 중국의 연호 목록